# Selecció femenina de futbol de Nigèria
La selecció femenina de futbol de Nigèria representa a Nigèria a les competicions internacionals de futbol femenina.
Es la gran dominadora histórica del futbol femení africà, amb nou victòries a la Copa d'Àfrica en onze edicions disputades, i ha jugat totes les edicions del Mundial. El seu millor resultat va ser a 1999, quan va arribar als quarts de final. També ha jugat els Jocs Olímpics en tres ocasions.

## Palmarès
- 9 Copes d'Àfrica i una tercera posició
  - 1991, 1995, 1998, 2000, 2002, 2004, 2006, 2010, 2014
- 2 medalles d'or als Jocs Africans
  - 2003, 2007

## Històric
- ¹ Fase de grups. Selecció eliminada mitjor possicionada en cas de classificació, o selecció classifica pitjor possicionada en cas d'eliminació.
- ² El rival es va retirar.

| JOCS OLÍMPICS                   | JOCS OLÍMPICS      | JOCS OLÍMPICS     | JOCS OLÍMPICS | JOCS OLÍMPICS    | JOCS OLÍMPICS    | JOCS OLÍMPICS       | JOCS OLÍMPICS     | JOCS OLÍMPICS     | JOCS OLÍMPICS |
| Edició                          | Classificació      | Classificació     | Classificació | Fase final       | Fase final       | Fase final          | Fase final        | Fase final        |               |
| Edició                          | Eliminatòries      | Eliminatòries     | Eliminatòries |                  | Vuitens de final | Quarts de final     | Semifinals        | Final / Bronze    |               |
| ------------------------------- | ------------------ | ----------------- | ------------- | ---------------- | ---------------- | ------------------- | ----------------- | ----------------- | ------------- |
| 1996                            | Mundial 1995       |                   |               |                  |                  |                     |                   |                   |               |
| 2000                            | Mundial 1999       |                   |               |                  |                  | Noruega ¹           |                   |                   |               |
| 2004                            | Kenya ²            | Ghana             | Sud-àfrica    |                  |                  | Alemanya            |                   |                   |               |
| 2008                            | Senegal ²          | Algèria           | Ghana ¹       |                  | Alemanya ¹       |                     |                   |                   |               |
| 2012                            | Congo ²            | Namibia           | Camerun       |                  |                  |                     |                   |                   |               |
| 2016                            | Mali ²             | Guinea Equatorial |               |                  |                  |                     |                   |                   |               |
| 2020                            |                    |                   |               |                  |                  |                     |                   |                   |               |
| MUNDIAL                         |                    |                   |               |                  |                  |                     |                   |                   |               |
| Edició                          | Classificació      | Classificació     | Classificació | Fase final       | Fase final       | Fase final          | Fase final        | Fase final        |               |
| Edició                          |                    |                   |               | Setzens de final | Vuitens de final | Quarts de final     | Semifinals        | Final / Bronze    |               |
| 1991                            | Copa d'Àfrica 1991 |                   |               |                  | Xina Taipei ¹    |                     |                   |                   |               |
| 1995                            | Copa d'Àfrica 1995 |                   |               |                  | Anglaterra ¹     |                     |                   |                   |               |
| 1999                            | Copa d'Àfrica 1998 |                   |               |                  | Corea Nord ¹     | Brasil              |                   |                   |               |
| 2003                            | Copa d'Àfrica 2002 |                   |               |                  | Suècia ¹         |                     |                   |                   |               |
| 2007                            | Copa d'Àfrica 2006 |                   |               |                  | Corea Nord ¹     |                     |                   |                   |               |
| 2011                            | Copa d'Àfrica 2010 |                   |               |                  | França ¹         |                     |                   |                   |               |
| 2015                            | Copa d'Àfrica 2014 |                   |               |                  | Suècia ¹         |                     |                   |                   |               |
| COPA D'ÀFRICA / COPA DE NACIONS |                    |                   |               |                  |                  |                     |                   |                   |               |
| Edició                          | Classificació      | Classificació     | Classificació | Fase final       | Fase final       | Fase final          | Fase final        | Fase final        |               |
| Edició                          | Eliminatòries      | Eliminatòries     | Eliminatòries |                  |                  | Quarts de final     | Semifinals        | Final / Bronze    |               |
| 1991                            |                    |                   |               |                  |                  | Ghana               | Guinea            | Camerun           |               |
| 1995                            |                    |                   |               |                  |                  | Sierra Leone        | Ghana             | Sud-àfrica        |               |
| 1998                            |                    |                   |               |                  |                  | Marroc ¹            | Camerun           | Ghana             |               |
| 2000                            |                    |                   |               |                  |                  | Camerun ¹           | Zimbabwe          | Sud-àfrica        |               |
| 2002                            |                    |                   |               |                  |                  | Mali ¹              | Sud-àfrica        | Ghana             |               |
| 2004                            |                    |                   | Senegal 1     |                  |                  | Algèria ¹           | Etiòpia           | Camerun           |               |
| 2006                            |                    |                   |               |                  |                  | Guinea Equatorial ¹ | Camerun           | Ghana             |               |
| 2008                            |                    |                   | Namibia       |                  |                  | Ghana ¹             | Guinea Equatorial | Camerun           |               |
| 2010                            |                    |                   | Costa d'Ivori |                  |                  | Mali ¹              | Camerun           | Guinea Equatorial |               |
| 2012                            |                    |                   | Zimbabwe      |                  |                  | Costa d'Ivori ¹     | Sud-àfrica        | Camerun           |               |
| 2014                            |                    | Sierra Leone      | Ruanda        |                  |                  | Namibia ¹           | Sud-àfrica        | Camerun           |               |
| 2016                            |                    |                   | Senegal       |                  |                  |                     |                   |                   |               |